# 針蟻亞科
（学名：Ponerinae）隸屬於蟻科針蟻亞科群（Poneromorph），約有47屬1600種，包含世界最大的螞蟻之一巨人恐猛蚁（Dinoponera gigantea），在很多物種中，交配過的工蟻會取代蟻后，產下可完整發育的卵，在這些物種中，可以透過解剖卵巢來判斷是否為繁殖型工蟻。
最容易的鑑定方式就是觀察腹垂節是否隘縮。

## 屬
- 宽猛蚁族 Platythyreini（英语：Platythyreini） Emery, 1901
  - 宽猛蚁属 Platythyrea Roger, 1863
- 針蟻族 Ponerini（英语：Ponerini） Lepeletier de Saint-Fargeau, 1835
  - 顎針蟻屬 Anochetus Mayr, 1861 钩猛蚁属
  - †Archiponera（英语：Archiponera） Carpenter, 1930
  - Asphinctopone（英语：Asphinctopone） Santschi, 1914
  - 澳針蟻屬 Austroponera（英语：Austroponera） Schmidt & Shattuck, 2014
  - Belonopelta（英语：Belonopelta） Mayr, 1870
  - Boloponera（英语：Boloponera） Fisher, 2006
  - 穴猛蚁属 Bothroponera（英语：Bothroponera） Mayr, 1862
  - 短猛蚁属 Brachyponera（英语：Brachyponera） Emery, 1900
  - 匿猛蚁属 Buniapone（英语：Buniapone） Schmidt & Shattuck, 2014
  - 盲針蟻屬 Centromyrmex（英语：Centromyrmex） Mayr, 1866 中盲猛蚁属
  - †Cephalopone（英语：Cephalopone） Dlussky & Wedmann, 2012[3]
  - 隱針蟻屬 Cryptopone（英语：Cryptopone） Emery, 1893
  - †Cyrtopone（英语：Cyrtopone） Dlussky & Wedmann, 2012[3]
  - 双刺猛蚁属 Diacamma Mayr, 1862 雙稜針蟻屬
  - 恐猛蚁属 Dinoponera Roger, 186 恐針蟻屬
  - Dolioponera（英语：Dolioponera） Brown, 1974
  - 扁头猛蚁属 Ectomomyrmex Mayr, 1867
  - 艾氏針蟻屬 Emeryopone（英语：Emeryopone） Forel, 1912 埃猛蚁属
  - Euponera（英语：Euponera） Forel, 1891
  - Feroponera（英语：Feroponera） Bolton & Fisher, 2008
  - Fisheropone（英语：Fisheropone） Schmidt & Shattuck, 2014
  - Hagensia（英语：Hagensia） Forel, 1901
  - 镰猛蚁属 Harpegnathos Jerdon, 1851 掠針蟻屬
  - 姬針蟻屬 Hypoponera（英语：Hypoponera） Santschi, 1938 姬猛蚁属
  - Iroponera（英语：Iroponera） Schmidt & Shattuck, 2014
  - 細顎針蟻屬 Leptogenys Roger, 1861 细颚猛蚁属
  - 狼針蟻屬 Loboponera（英语：Loboponera） Bolton & Brown, 2002
  - Mayaponera（英语：Mayaponera） Schmidt & Shattuck, 2014
  - 巨猛蚁属 Megaponera（英语：Megaponera） Mayr, 1862 巨針蟻屬
  - 中針蟻屬 Mesoponera（英语：Mesoponera） Emery, 1900 中猛蚁属
  - †Messelepone Dlussky & Wedmann, 2012[3]
  - Myopias（英语：Myopias） Roger, 1861
  - 新猛蚁属 Neoponera Emery, 1901 新針蟻屬
  - 鋸針蟻屬 Odontomachus Latreille, 1804 大齿猛蚁属
  - 齒針蟻屬 Odontoponera（英语：Odontoponera） Mayr, 1862 齿猛蚁属
  - Ophthalmopone（英语：Ophthalmopone） Forel, 1890
  - 厚结猛蚁属 Pachycondyla（英语：Pachycondyla） Smith, 1858 粗針蟻屬
  - 枪盾猛蚁属 Paltothyreus Mayr, 1862 该属仅齿跗枪盾猛蚁一种
  - 微猛蚁属 Parvaponera（英语：Parvaponera） Schmidt & Shattuck, 2014
  - 蟾猛蚁属 Phrynoponera（英语：Phrynoponera） Wheeler, 1920
  - Plectroctena（英语：Plectroctena） Smith, 1858
  - 猛蚁属 Ponera Latreille, 1804 針蟻屬
  - Promyopias（英语：Promyopias） Santschi, 1914
  - †原針蟻屬 †Protopone（英语：Protopone） Dlussky, 1988[3]
  - Psalidomyrmex（英语：Psalidomyrmex） André, 1890
  - 修猛蚁属 Pseudoneoponera Donisthorpe, 1943 擬新針蟻屬
  - 擬針蟻屬 Pseudoponera（英语：Pseudoponera） Emery, 1900 拟猛蚁属
  - Rasopone（英语：Rasopone） Schmidt & Shattuck, 2014
  - Simopelta（英语：Simopelta） Mann, 1922
  - Streblognathus（英语：Streblognathus） Mayr, 1862
  - 奇猛蚁属 Thaumatomyrmex（英语：Thaumatomyrmex） Mayr, 1887 奇顎針蟻屬
- 地位未定 incertae sedis
  - †Afropone（英语：Afropone） Dlussky, Brothers & Rasnitsyn, 2004
  - †Eogorgites Hong, 2002
  - †Eoponerites Hong, 2002
  - †Furcisutura Hong, 2002
  - †Longicapitia Hong, 2002
  - †Ponerites Dlussky & Rasnitsyn, 2003
  - †Taphopone Dlussky & Perfilieva, 2014

## 外部連結
- 维基共享资源上的相關多媒體資源：針蟻亞科